# Белицкое
Бе́лицкое (укр. Бі́лицьке) — город в Добропольской городской общине Покровского района Донецкой области Украины. До 2020 года был подчинён Добропольскому городскому совету.

## Географическое положение
Расположен в долине реки Водяной (приток реки Бык).

## История
Земля, где расположен г. Белицкое, принадлежала помещику Красину. После того, как он обеднел, землю купили зажиточные крестьяне Дегтярев, Лещина, Заварза, Рубель, Бутенко, которые в 1909 году основали хутор. Затем сюда приехали новые семьи из России, выходцы из одного села Бельчаны, которые стали себя называть по предыдущему месту проживания. Так, в 1909 году впервые упоминается хутор Белицкое. Состоял он всего из 15 саманных хат. После установления Советской власти в селе Никаноровка образовался сельский совет, в который вошел хутор Белицкое.
В 1932—1933 годах на хуторе появились первые геологи из Юзовки, которые открыли большие залежи каменного угля. В перспективе было строительство шахты и города, но все перечеркнула Великая Отечественная война. Осенью 1941 года хутор захватили нацисты. Впервые немцы пришли в хутор в середине ноября. На территории сегодняшнего города находилось всего 8—9 домов (сейчас по улице Шевченко). Немцы, захватив хутор, начали население гонять на сельскохозяйственные работы (хозяйство нынешнего совхоза «Горняк»). Завезли фашисты сюда свою технику: трактора, сеялки, косилки. Люди работали под надзором немцев. За неисполнение строго карали.
В феврале 1943 года, при первой попытке освободить город Покровск (тогда назывался Красноармейское), в районе хутора погибли танкисты и пехотинцы, из состава отступающих с г. Красноармейского остатков частей 10 танкового корпуса, а также мирные жители, которые были захоронены в братской могиле.
В 1951 году был утвержден проект строительства шахты с рабочим поселком на 15000 человек.
В 1953 году началось строительство поселка. По комсомольским путевкам приехали сюда демобилизованные воины и молодежь с из разных частей СССР.
Статус поселка городского типа Белицкое получило 14 сентября 1956 года. Первым председателем поселкового совета был Тарас Макарович Завгородний, участник ВОВ, коммунист.
В декабре 1959 года строители на год раньше срока сдали в эксплуатацию шахту имени XXI съезда КПСС.
В декабре 1961 года при шахте вошла в строй обогатительная фабрика «Октябрьская».
В 1963 году на три года раньше срока шахта имени XXI съезда КПСС освоила проектную мощность предприятия.
28 декабря 1966 года посёлок городского типа Белицкое был отнесен к категории городов.
Во второй половине 1980х годов основой экономики являлась добыча каменного угля. В январе 1989 года численность населения города составляла 11,6 тыс. человек.
В мае 1995 года Кабинет министров Украины утвердил решение о приватизации находившихся в городе АТП-11436 и обогатительной фабрики «Октябрьская», в июле 1995 года было утверждено решение о приватизации хлебокомбината.
Начавшийся в 2008 году экономический кризис осложнил положение хлебокомбината, и 13 октября 2010 года он был признан банкротом, а 27 января 2011 года — ликвидирован.

## Население
Численность на начало года
| Год  | Количество жителей |
| ---- | ------------------ |
| 1959 | 7966               |
| 1970 | 13563              |
| 1979 | 11595              |
| 1989 | 11591              |
| 1992 | 11700              |
| 1998 | 10900              |
| 2002 | 10093              |
| 2003 | 9989               |
| 2004 | 9801               |
| 2005 | 9620               |
| 2006 | 9399               |
| 2007 | 9229               |
| 2008 | 9171               |
| 2009 | 9040               |
| 2010 | 8943               |
| 2011 | 8783               |
| 2012 | 8671               |
| 2013 | 8691               |
| 2014 | 8627               |
| 2015 | 8577               |
| 2016 | 8466               |
| 2017 | 8347               |
| 2018 | 8207               |
| 2019 | 8125               |
| 2020 | 8047               |
| 2025 | 7000               |

### Языковой состав
По данным переписи 2001 года 43,72 % населения города указали украинский язык родным, 55,68 % — русский, 0,60 % — другие языки.

## Экономика
- Добыча каменного угля (ГОАО Шахта «Белицкая», «Водяная» ГП «Добропольеуголь» — последняя закрыты).
- ПАО ДТЭК «Октябрьская» ЦОФ.

Более 40 % занятых в народном хозяйстве трудятся в угольной промышленности.

## Транспорт
Находится в 4 км от железнодорожной станции Мерцалово.

## Достопримечательности
- Мемориал освободителям Великой Отечественной войны 1941—1945 годов
- Памятник Т. Г. Шевченко (находится за ДК им. Шевченко)
- Памятник В. И. Ленину — ул. Горького (возле ДК им. Шевченко) (снесён)
- Памятник погибшим шахтерам /2006/
- к столетию города установлена каменная плита с датой основания города (аллея по ул. Мира) /2009/Каменная плита с датой основания города Белицкое

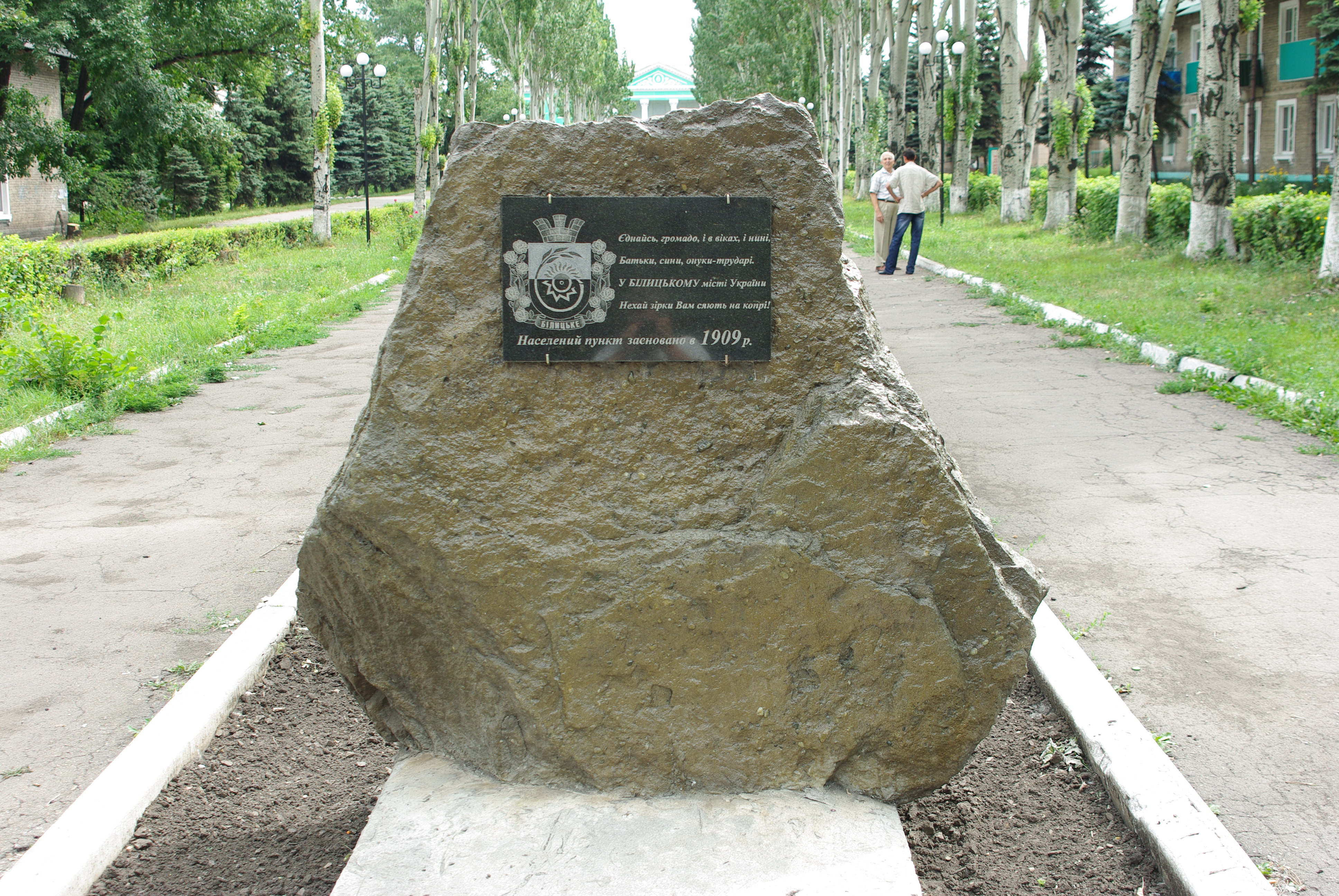
Каменная плита с датой основания города Белицкое

- памятник воинам-интернационалистам /окт, 2009/
- Парк
- Зоопарк "Зоосвіт"

## Социальная сфера

### Образование
- 3 общеобразовательных школы I—III ступеней
- 3 детских сада
- Белицкий лицей (БПЛ № 83)

### Культура
- Дом культуры имени Т. Г. Шевченко
- Станция Юных Техников
- Музей Боевой славы
- Детская музыкальная школа
- 2 библиотеки

### Спорт
- Дворец спорта
- Стадион
- Спорт-клуб «Фортуна» (бывший Хлеб-завод)
- детская спорт площадка

### Религия
- Православная церковь святой мученицы Александры УПЦ
- Часовня святой великомученицы Варвары УПЦ
- Храм евангельских христиан
- Украинская христианская евангельская церковь" Поколение веры"

### Здравоохранение
- Белицкая горбольница (закрыта решением Донецкого областного совета в рамках реформирования здравоохранения в пилотных регионах (текст решения)) С 01.01.2012 года реформирована в КУ «ДЦПМСП» Амбулатория № 3
- Детская поликлиника